# La Jarrie

La Jarrie este o comună în departamentul Charente-Maritime, Franța. În 1 ianuarie 2022 avea o populație de 3.447 de locuitori.